# Mongomo
Mongomo è una città della Guinea Equatoriale. Si trova nella Provincia Wele-Nzas, nella parte continentale del paese, e ha 7.000 abitanti.
La città, che si trova alla frontiera col Gabon, possiede un aeroporto di medie dimensioni.

## Sport

### Calcio
Vi ha sede il Deportivo Mongomo, vincitore di tre titoli nazionali.